# Nikolai August Wilhelm von Völkner
Nikolai Alexandrowitsch August Wilhelm von Völkner (russisch Николай Александрович Фелькнер; * 4. Julijul. / 16. Juli 1817greg. im Gouvernement Wjatka; † 3. Dezemberjul. / 15. Dezember 1878greg. in St. Petersburg) war ein russischer Bergbauingenieur lutherischer Konfession.

## Leben
Völkner stammte aus der von dem aus Halle eingewanderten Übersetzer Christian Friedrich von Völkner begründeten Adelsfamilie Völkner. Sein Vater Alexander von Völkner (* 1768) war Bergbauingenieur. Nach dem Abschluss des Studiums in St. Petersburg am Institut des Bergbau-Kadettenkorps 1838 als Porutschik trat er in den staatlichen Bergbau-Dienst und wurde in die Permer Gießereien geschickt.
1840 kam Völkner nach Petrosawodsk ins Alexander-Kanonengießereiwerk, wo er vom Aufseher zum Geschäftsführer aufstieg. Er sanierte und modernisierte das Werk und richtete eine neue Gießerei, eine neue Schmiede und eine neue Schlosserei ein. Zum Kennenlernen der neuen Techniken war er nach Augsburg (1849–1852) und Finnland (1853) geschickt worden.
1856 wurde Völkner zunächst Assistent und dann Geschäftsführer der Olonezer Berg- und Hüttenwerke. Er legte 600 km Straßen an zur Verbindung der Siedlungen im Ujesd Petrosawodsk und Versorgung der Werke. 1858 reiste er nach Schweden, Frankreich und Belgien. Er führte 1863 ein neues Kanonengießverfahren nach US-amerikanischem Vorbild ein. 1864 wurde er zum Generalmajor befördert. 1867 richtete er eine neue Granatengießanlage ein. Er errichtete 1868 das Walasminski-Gusseisenwerk an der Suna. Er förderte den Bau russisch-orthodoxer Kirchen am Walasminski- und Kontscheserski-Werk und den Bau einer lutherischen Kirche in Petrosawodsk. 1872 wurde er Mitglied des Wissenschaftler-Komitees des aus dem Institut des Bergbau-Kadttenkorps entstandenen Bergbau-Instituts. Er war Geheimer Rat (3. Rangklasse).
Völkners Sohn Alexander von Völkner (1843–1903) wurde Bergbauingenieur. Völkners Vetter Friedrich von Völkner war ebenfalls Bergbauingenieur.
Völkner starb am 15. Dezember 1878 in St. Petersburg und wurde in Petrosawodsk auf dem deutschen Friedhof neben dem Grab des früheren Chefs der Olonezer Berg- und Hüttenwerke Charles Gascoigne begraben.

## Ehrungen
- Orden des Heiligen Wladimir IV. Klasse, II. Klasse
- Russischer Orden der Heiligen Anna III. Klasse, II. Klasse
- Sankt-Stanislaus-Orden III. Klasse, I. Klasse